# Iglesia de La Capuchina

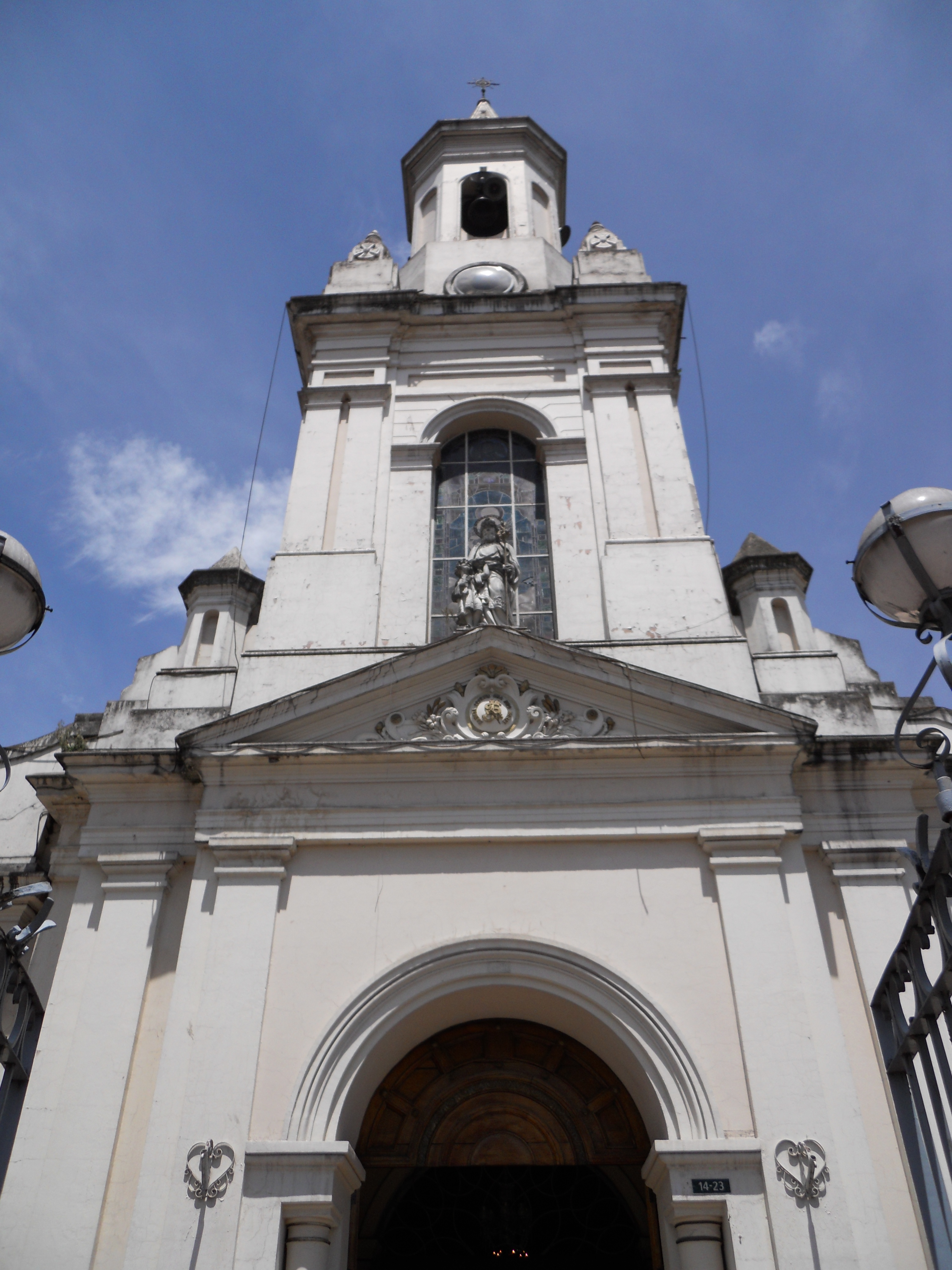

La iglesia de La Capuchina es un templo religioso de culto católico situado en la ciudad de Bogotá, en la carrera Trece con calle Catorce. La fase de terminación del templo se atribuye a Domingo de Petrés.

## Historia

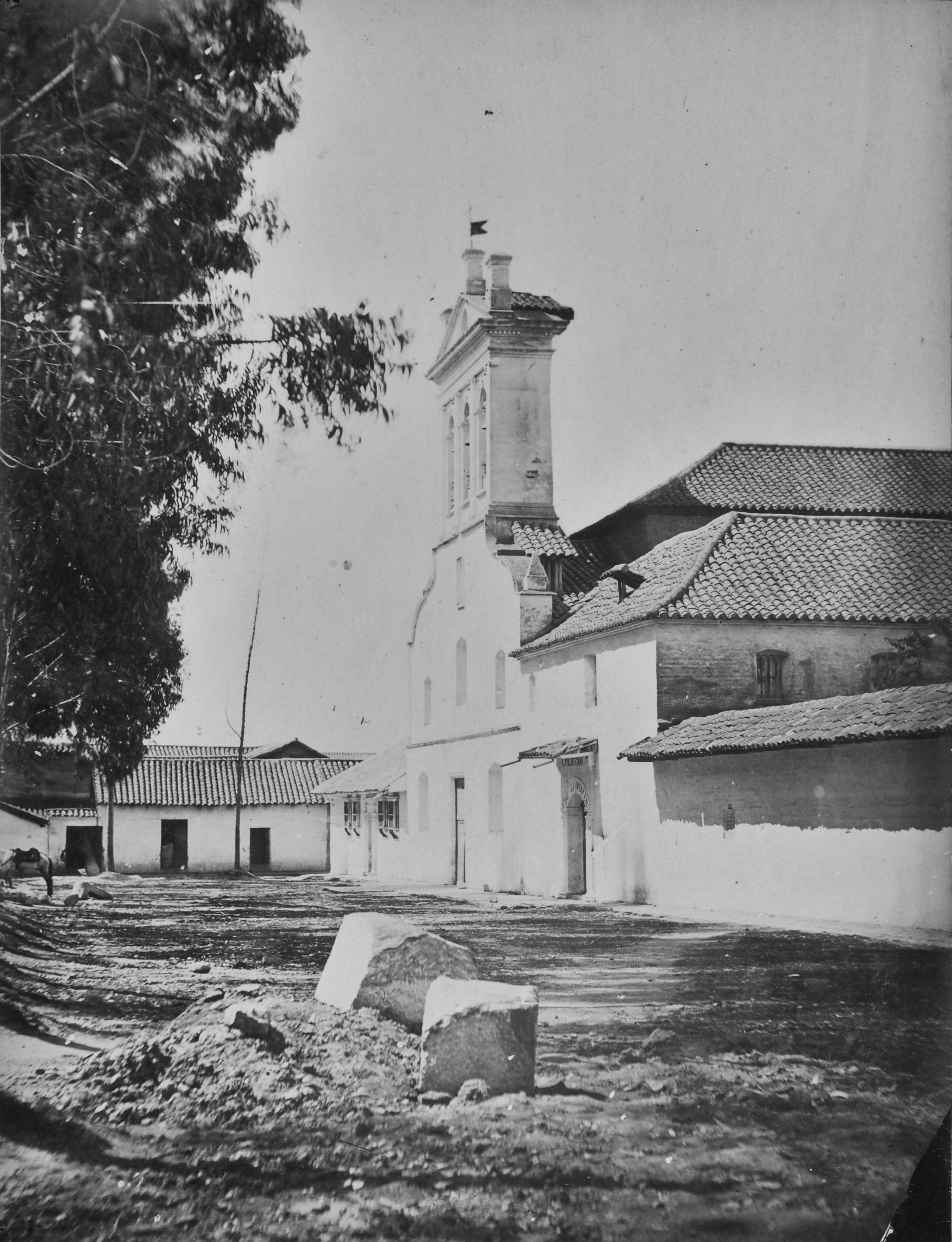
Antigua fachada de la Iglesia de La Capuchina en 1893.

El templo se encuentra en los predios ocupados por el convento de los capuchinos, orden que se instaló allí durante la Colonia Española. Se concluyó en 1788 y estaba compuesta por una nave en bóveda de cañón altares laterales con recubrimientos en mármol. Dos obras relevantes de esta iglesia son un retablo de San Victorino, situado a la derecha del altar mayor, y un mural cerca del bautisterio situado a la derecha de la entrada. En los años 1820 fue designada como la parroquia de San Victorino, y desde finales del siglo XIX se le conoció como iglesia de San José.
En este sector funcionó el periódico El Siglo, que se conocía como "el diario de La Capuchina".

## Estilo
En los años 1940 se realizó una intervención radical según el gusto de la época, dándole su actual plano en cruz latina y sus tres naves. Su fachada presenta un estilo ecléctico con elementos del románico. Cuenta con una alta torre central con un campanario, que reemplazó la antigua espadaña del templo.